# ビラノバ・ワイルドキャッツ
ビラノバ・ワイルドキャッツ（英語: Villanova Wildcats）は、アメリカ合衆国ペンシルベニア州ビラノバに本部を置くビラノバ大学のカレッジスポーツ競技チームである。NCAAディビジョンI所属。

## 概要
フットボールとボート競技は、NCAAディビジョンIのコロニアル・アスレチック・アソシエーション（フットボール・チャンピオンシップ・サブディビジョン、旧ディビジョンI-AA）に所属し、その他はディビジョンIのビッグ・イースト・カンファレンスに加盟している。2012年12月15日、同校をはじめとするFBS以外の6校がビッグ・イーストを脱退し、新しいカンファレンスに移行することを発表した。このカンファレンスは2013年7月1日にビッグ・イーストの名称を引き継いだ。

## 競技チーム
| 男子スポーツ                            | 女子スポーツ       |
| --------------------------------------- | ------------------ |
| 野球                                    | バスケットボール   |
| バスケットボール                        | クロスカントリー   |
| クロスカントリー                        | フィールドホッケー |
| フットボール                            | ラクロス           |
| ゴルフ                                  | ローイング         |
| ラクロス                                | サッカー           |
| サッカー                                | ソフトボール       |
| 水泳・飛込                              | 水泳・飛込         |
| テニス                                  | テニス             |
| 陸上†                                   | 陸上†              |
|                                         | バレーボール       |
|                                         | 水球               |
| †屋外競技チームと室内競技チームがある。 |                    |

### 男子バスケットボール

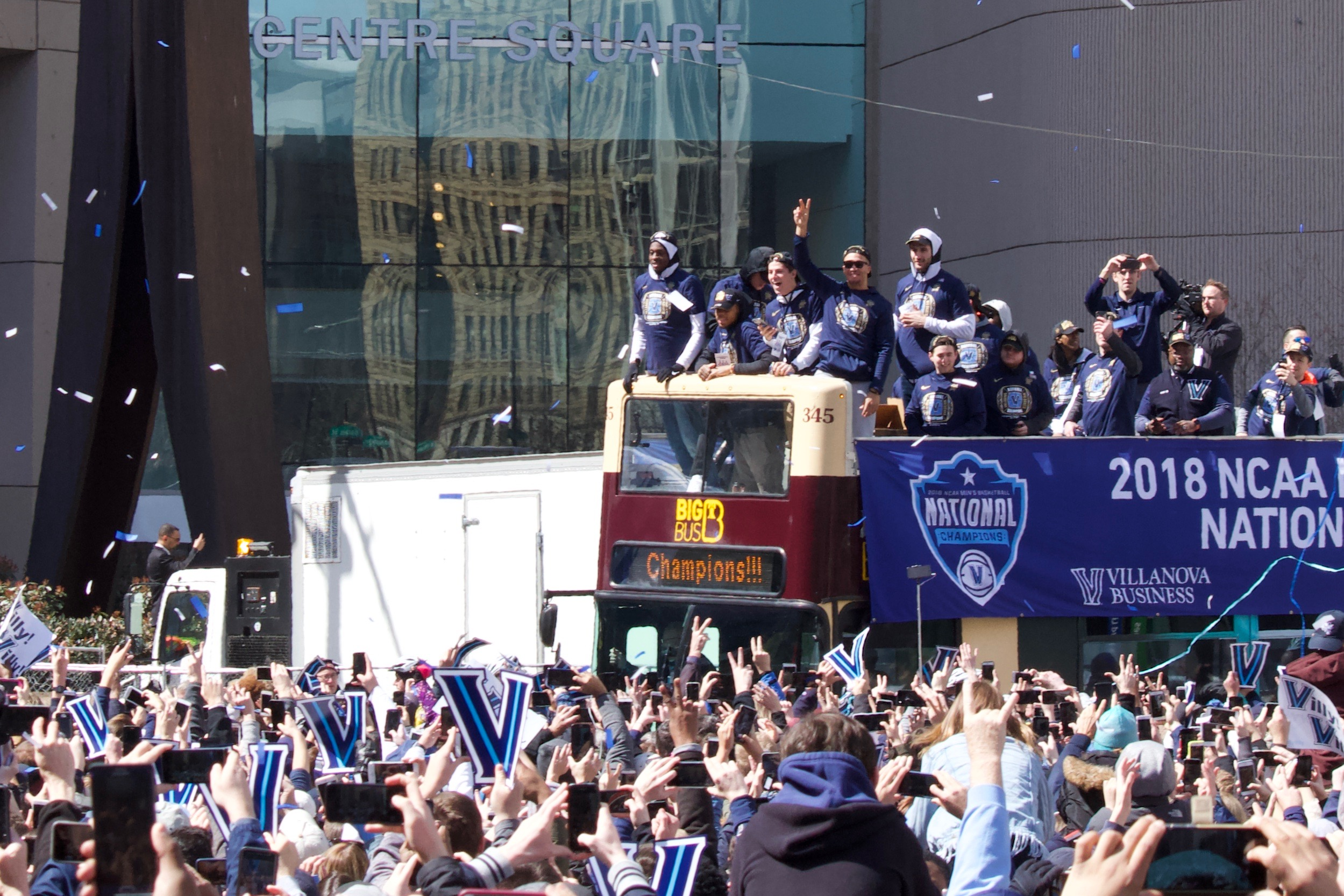
フィラデルフィアのセンターシティで行われた、バスケットボールチームのチャンピオンシップパレード (2018年4月5日)

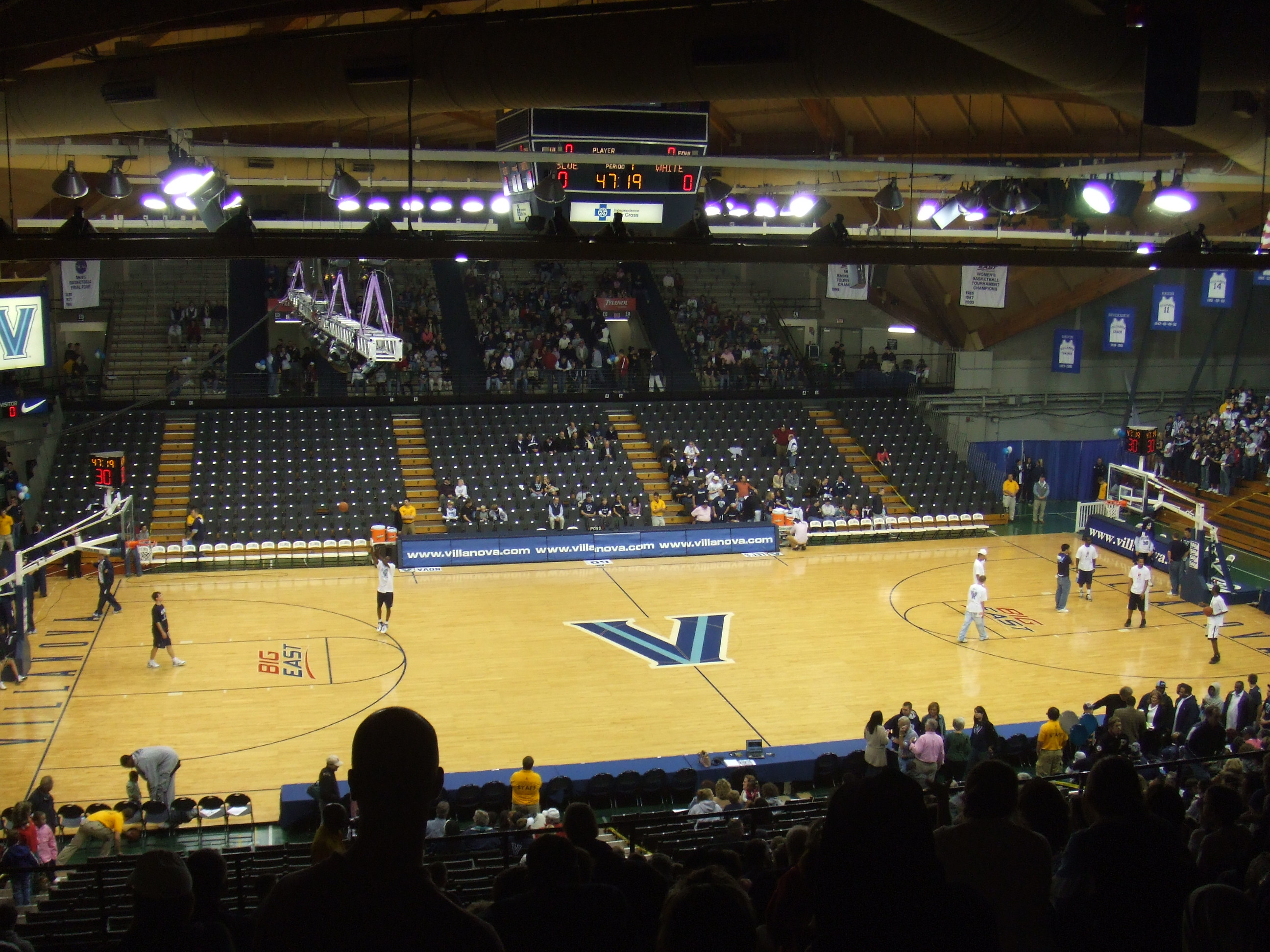
2006年の改装前のパビリオン

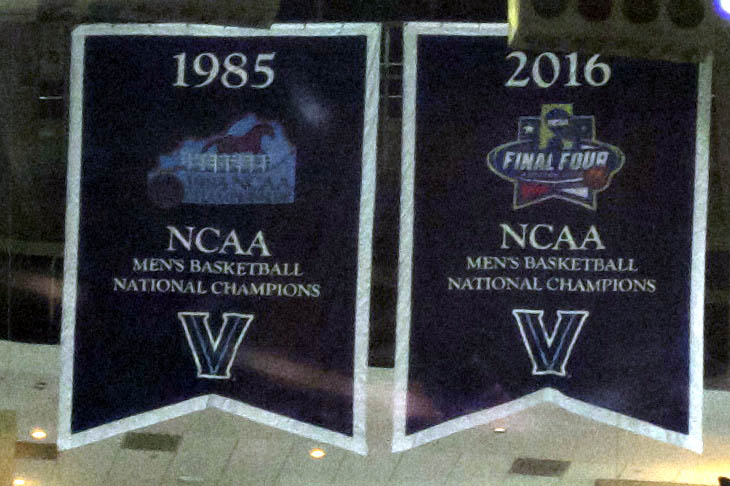
フィラデルフィア南部にあるウェルズ・ファーゴ・センターの垂木に吊るされた全米選手権のバナー。ワイルドキャッツのホームゲームはウェルズ・ファーゴ・センターでも行われている。

ビラノバ大学ワイルドキャッツはビッグ・イースト・カンファレンスに所属し、ジェイ・ライトがヘッドコーチを務めている。チームは伝統的にキャンパス内のアリーナ、ウィリアム・B・フィネランパビリオンとNBAのフィラデルフィア・76ersの本拠地でもある、南フィラデルフィアのウェルズ・ファーゴ・センターでホームスケジュールを分割し、より大きな集客を図っている。2017-18シーズンは2018-19年度に予定されているパビリオンの再建に伴い、そのシーズンのホームスケジュールをすべてウェルズ・ファーゴ・センターで行った。ライトは同校を7年連続（2005-2011）、5年連続（2013-2017）でNCAAトーナメント出場を含む12回のポストシーズン出場を果たしている。2011-12年度は苦戦し、ポストシーズンを逃したが、ライトHCは2013年のNCAAトーナメントに驚くほど若いチームを復活させた。また、NITにも17回出場し、1994年に優勝、1995年、2015年、2017年にビッグ・イースト・トーナメントを制覇している。NCAAトーナメントへの通算出場回数は37回で、NCAAの歴史上8番目に多く、エリート・エイトには13回進出している。また、ファイナル・フォーには5度の出場を果たしている。アル・セヴランスがヘッドコーチを務めていた、1939年のNCAAバスケットボールトーナメントで、パレストラで行われた第1回NCAAファイナル・フォーに進出した。1971年にはジャック・クラフトが指揮し、オールアメリカンに選出されたハワード・ポーターがワイルドキャッツをNCAAトーナメントのファイナル・フォーに導いた。また、ロリー・マッシミーノヘッドコーチは、1985年に同校を全米選手権優勝に導いた。現コーチのジェイ・ライトは2009年に、ダンテ・カニンガム、スコッティ・レイノルズを擁し、NCAAトーナメントをファイナル・フォーまで導いた。直近では、2018年にNCAAトーナメントを制覇し、3度目の全米チャンピオンに輝いた。
1985年のNCAAトーナメントで、ビラノバ大学は第1シードのジョージタウン大学ホーヤーズに66-64で勝利し、歴史的な優勝を果たした。第8シードのワイルドキャッツ（AP最終世論調査ではランク外）は、デイトン大学、第1シードのミシガン大学、メリーランド大学、第2シードのノースカロライナ大学を破り、ケンタッキー州のレキシントンで行われたファイナル・フォーへの道筋となる南東地区を勝ち抜いたのである。準決勝で第2シードのメンフィス州立大学（現メンフィス大学）を破ったビラノバ大学は、1985年4月1日のタイトル戦で、パトリック・ユーイング率いるディフェンディング・チャンピオンで10ポイント差のジョージタウン大学と対戦した。ワイルドキャッツは大会史上最も低いシード順位で優勝を果たし、この試合で記録したチーム全体のシュート成功率78.6%は、NCAA大会記録となっている。また、この優勝決定戦は、カレッジ・バスケットボール史に残る大逆転劇としてよく知られている。この試合で16得点を記録したエド・ピンクニーは、NCAAトーナメント最優秀選手に選ばれた。
2016年のNCAAトーナメントで試合残り時間0.5秒のところクリス・ジェンキンスのブザービーターショットから77-74で強豪ノースカロライナ・ターヒールズを破り、31年ぶり2度目のNCAAチャンピオンに輝いた。2年後の2018年のNCAAトーナメントでミシガン・ウルヴァリンズを79-62で破り、3度目の全米選手権を制覇した。

#### 出身選手

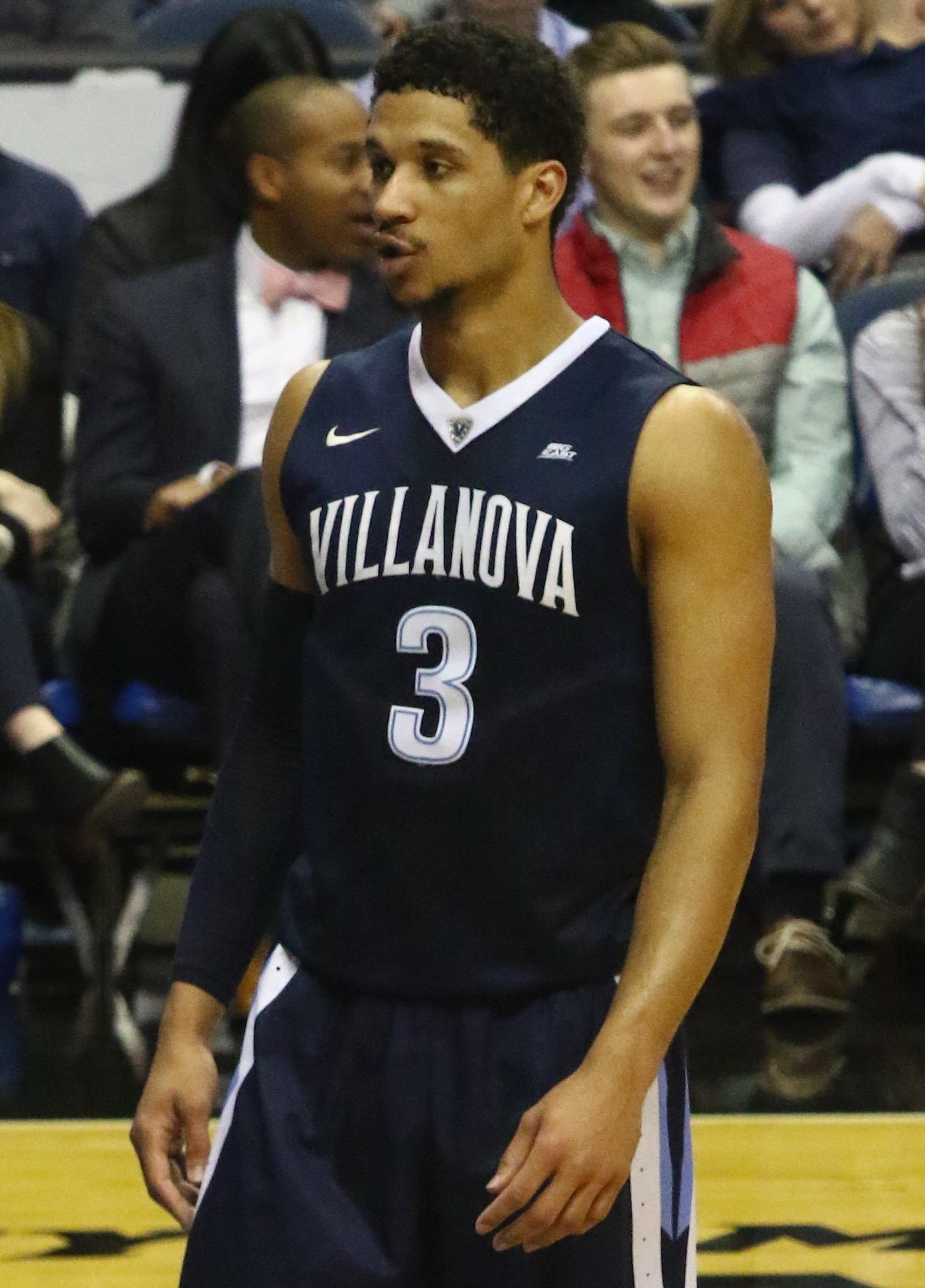
ジョシュ・ハートは2017年にジュリアス・アービング賞を受賞した。

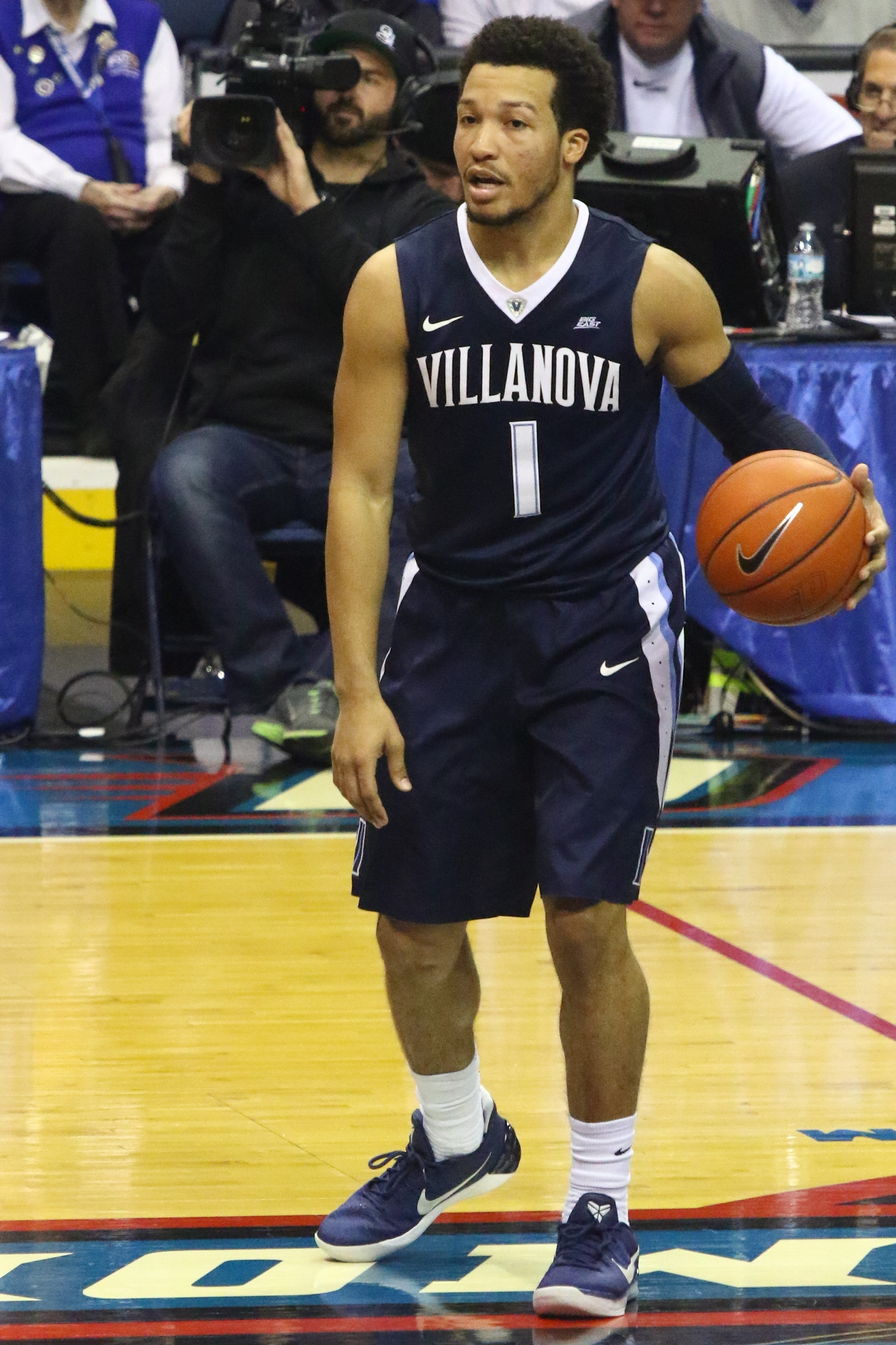
ジェイレン・ブランソンは2018年にNCAAチャンピオンに導き、コンセンサス・ナショナル・プレーヤー・オブ・ザ・イヤーにも選ばれた。

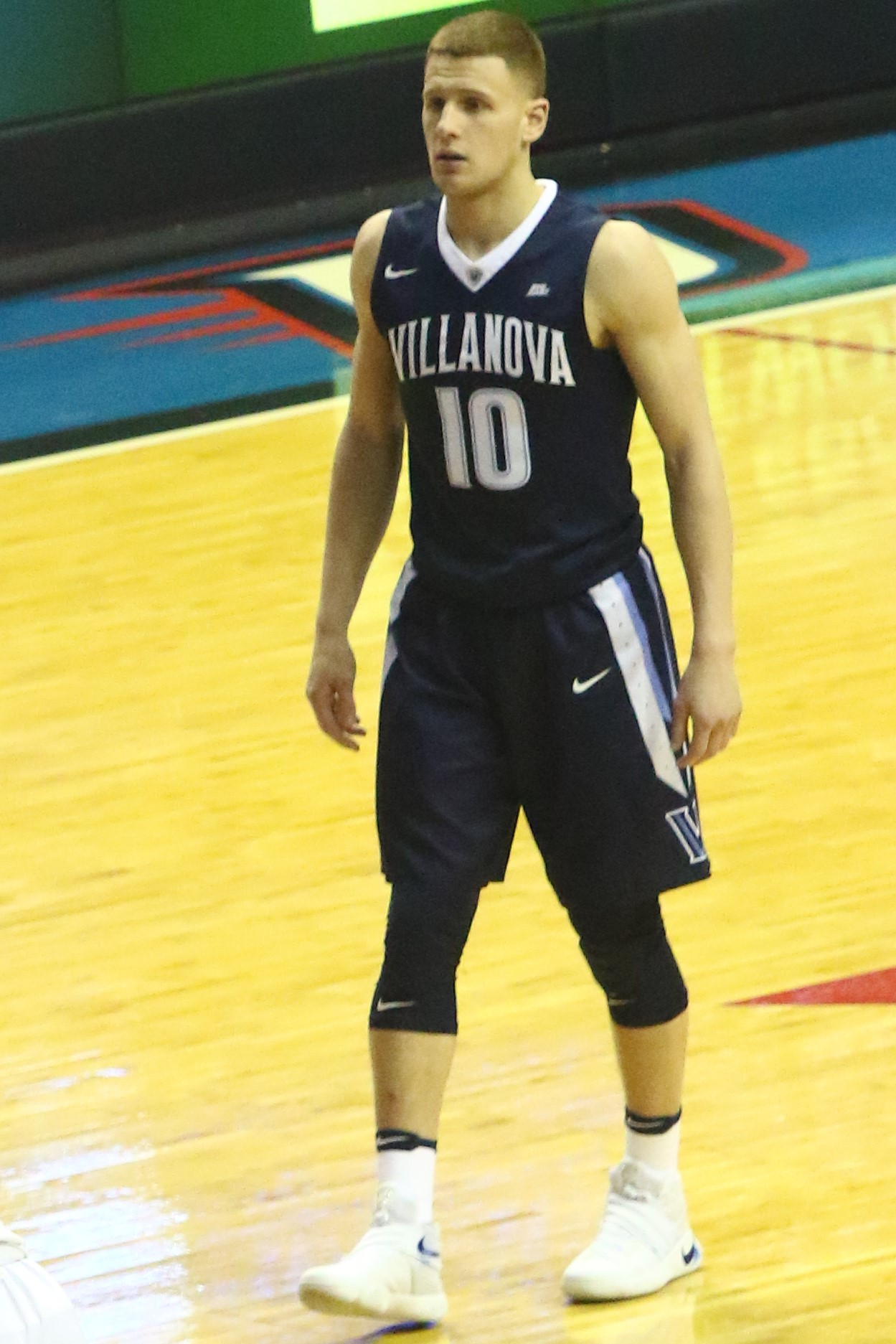
ドンテ・ディヴィンチェンゾ (2017年)

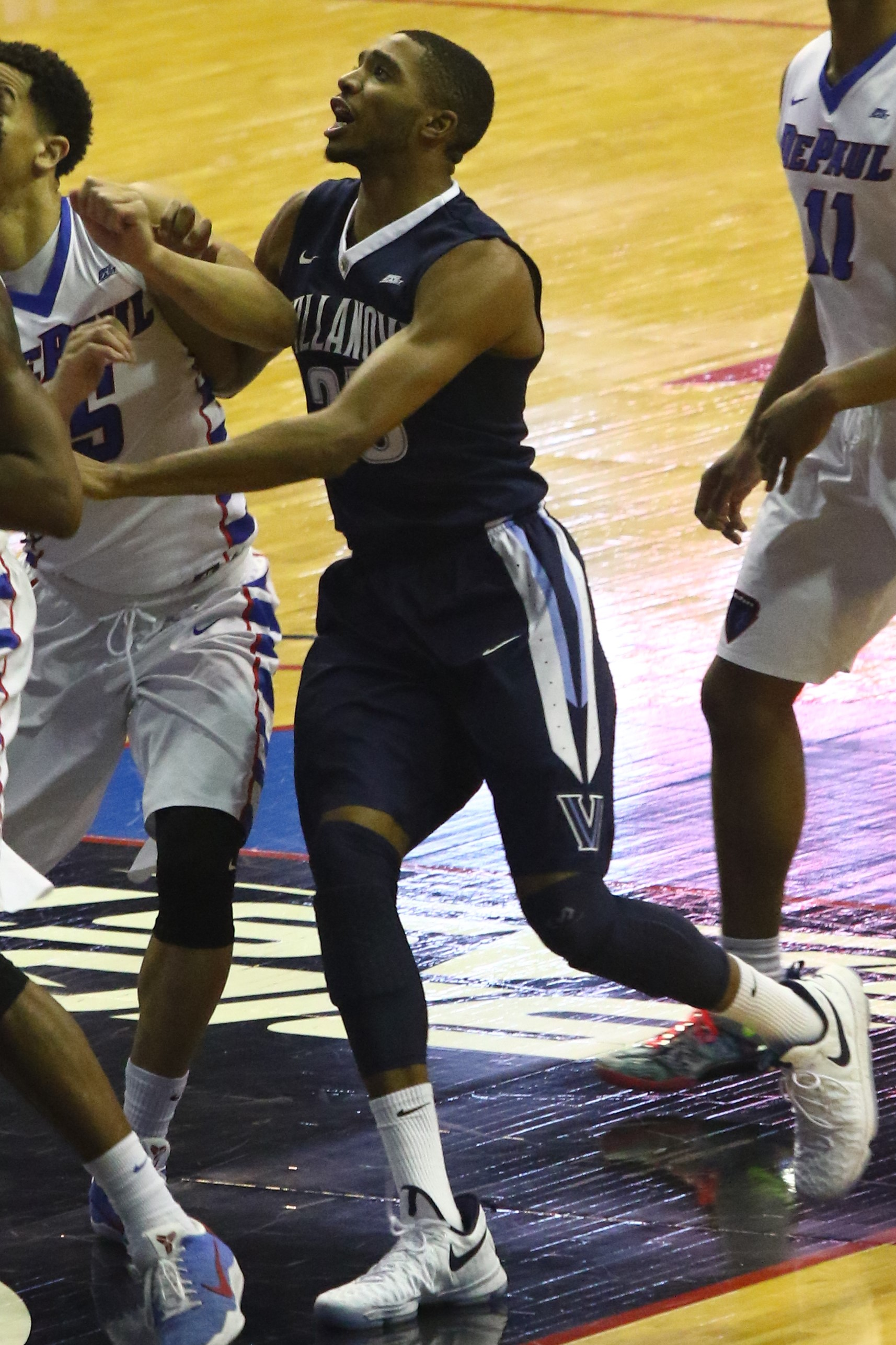
ミカル・ブリッジズは2018年にジュリアス・アービング賞を受賞した。

ビラノバ・ワイルドキャッツ出身の主なプロバスケットボール選手に、ポール・アリジン、ドンテ・ディヴィンチェンゾ、ティム・トーマス、ジョシュ・ハート、エリック・パスカル、ジェイレン・ブランソン、ミカル・ブリッジズ、サディック・ベイ、ビル・メルキオーニ、カイル・ラウリーなどがいる。

#### 永久欠番とジャージ
- アル・セヴランス（英語版）, コーチ
- ジャック・クラフト（英語版）, コーチ
- ロリー・マッシミーノ（英語版）, コーチ (1973–92)。2005年に永久欠番。
- No. 1 ジェイク・ネヴィン（英語版）, トレーナー。1984年に永久欠番。
- No. 1 カイル・ラウリー (2004–2006)。2020年に永久欠番。
- No. 2 ランディ・フォイ (2002–2006)。2011年に永久欠番。
- No. 3 ジョシュ・ハート (2013–2017)。2022年に永久欠番。
- No. 11 ポール・アリジン (1947–1950)。1994年に永久欠番。
- No. 14 ラリー・ヘネシー（英語版） (1950–1953)。
- No. 14 アラン・レイ（英語版） (2002–2006)。2019年に永久欠番。
- No. 14 ヒュービー・ホワイト（英語版） (1959–1962)。2001年に永久欠番。
- No. 15 ライアン・アーチディアコノ (2012–2016)。2020年に永久欠番。
- No. 24 ワリ・ジョーンズ（英語版） (1961–1964)。1995年に永久欠番。
- No. 24 トム・インゲルスビー（英語版） (1970–1973)。2006年に永久欠番。
- No. 25 ビル・メルキオーニ (1963–1966)。1995年に永久欠番。
- No. 25 ボブ・シェーファー（英語版） (1951–1955)。
- No. 30 ケリー・キトルズ (1992–1996)。1998年に永久欠番。
- No. 33 キース・ヘロン（英語版） (1974–1978)。
- No. 42 クリス・フォード（英語版） (1969–1972)。2006年に永久欠番。
- No. 45 ジョン・ピノーネ（英語版） (1979–1983)。1995年に永久欠番。
- No. 50 ジム・ワシントン（英語版） (1962–1965)。1995年に永久欠番。
- No. 54 ハワード・ポーター（英語版） (1968–1971)。2019年に永久欠番。
- No. 54 エド・ピンクニー（英語版） (1981–1985)

### 女子バスケットボール

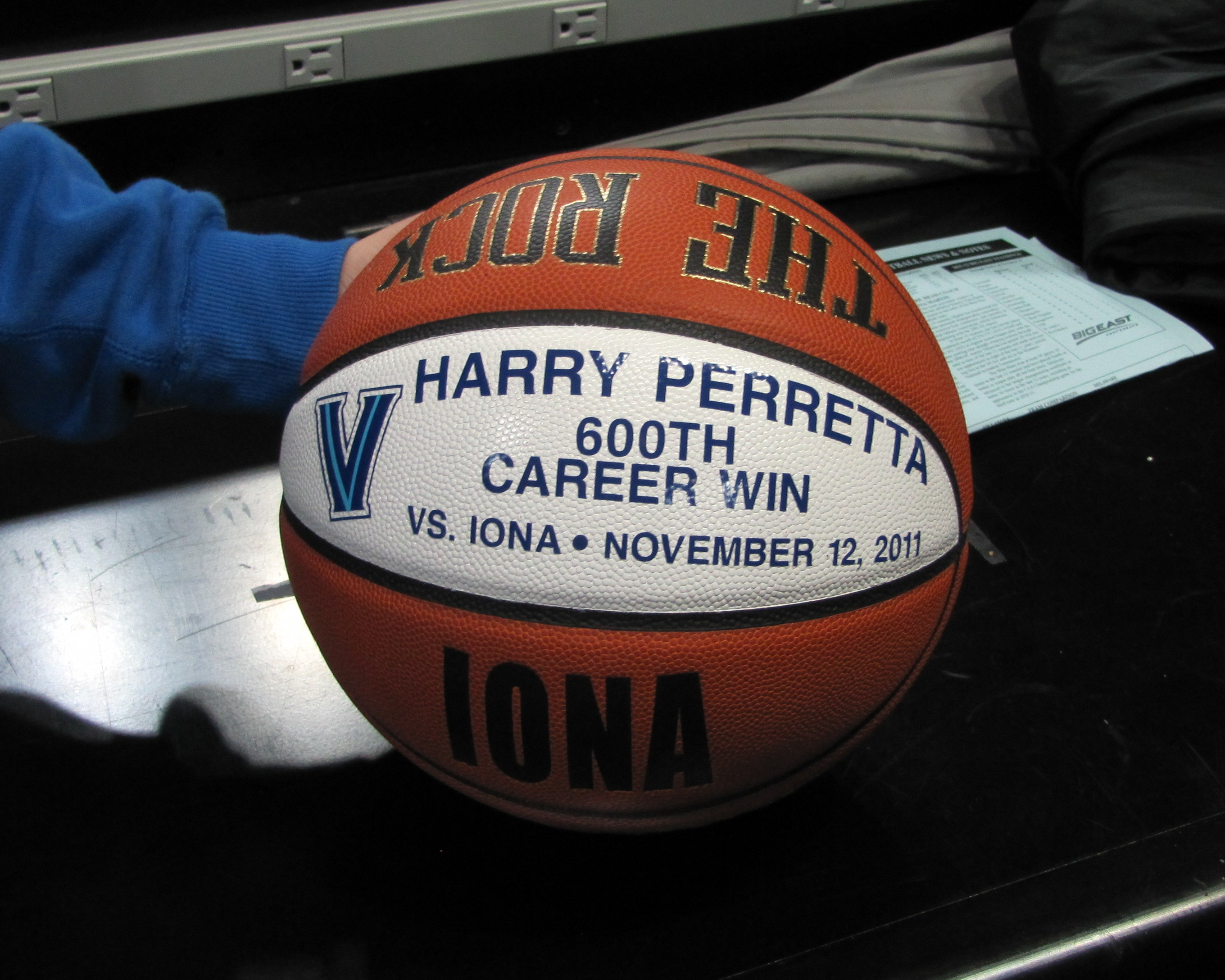
ハリー・ペラッタの通算600勝達成記念のバスケットボール

ビラノバ・ワイルドキャッツ女子バスケットボールチームは、現在34年目のハリー・ペレッタがヘッドコーチを務めている。2017-18シーズンは将来のフィネラン・パビリオンが改修工事中であるため、同校のキャンパス内にあるジェイク・ネヴィン・フィールドハウスでホームゲームを行っている。1969年に始まった女子バスケットボールプログラムは、1981-82シーズンまでCIAWとAIAWの下でプレーし、現在のNCAAディビジョンIに移行した。1981-82年度シーズンのワイルドキャッツは29勝4敗という好成績を収め、1982年AIAW女子バスケットボールトーナメントでファイナル・フォーに進出したが、最終的に全米チャンピオンになったラトガースに敗れた。

### フットボール
ワイルドキャッツ・フットボールチームはコロニアル・アスレチック・アソシエーションに所属し、2017年に225勝以上と全米選手権1回という学校史上最も成功したフットボールコーチであるアンディ・タリーの後を継いだマーク・フェレンテ（2期5-6）が監督を務めている。I-AAに移行して以来、ビラノバ大学はI-AA/FCSプレーオフに12回出場し、2002年と2010年にNCAAの準決勝に進出、2009年にはFCSナショナル・チャンピオンシップを制覇している。2009年12月18日、NCAAディビジョンIフットボール・チャンピオンシップゲームで、モンタナ大学グリズリーズと対戦し、ワイルドキャッツはグリズリーズを23-21で下して、NCAAディビジョンI-AAの全米選手権で初優勝を飾った。

## NCAAチャンピオン
ビラノバ大学はNCAAの全米選手権優勝回数が21回である。
- 男子 (12回)
  - ベースボール (3回): 1985, 2016, 2018
  - クロスカントリー競走 (4回): 1966, 1967, 1968, 1970
  - ソフトボール (FCS) (1回): 2009
  - 室内陸上競技 (3回): 1968, 1971, 1979
  - 屋外陸上競技] (1回): 1957
- 女子 (9回)
  - クロスカントリー競走 (9回): 1989, 1990, 1991, 1992, 1993, 1994, 1998, 2009, 2010
- 詳細:
  - ビッグ・イースト・カンファレンスNCAAチーム・チャンピオンシップ
  - NCAAディビジョンI最多優勝校一覧